# Tony Buzan
Tony Buzan (Palmers Green, 2 giugno 1942 – Oxford, 13 aprile 2019) è stato uno psicologo inglese, conosciuto come autore di manuali su tecniche di apprendimento e di memorizzazione che hanno conosciuto un'ampia diffusione.

## Biografia
Ha scritto numerosi libri sull'apprendimento, sul cervello e sulla memoria. Si è occupato in particolare delle mappe mentali.

Sull'argomento ha scritto numerosi libri e ha sviluppato un software con il quale poterle costruire al computer, rendendole uno strumento di pubblico dominio.
È il fondatore del «Campionato mondiale della memoria», in cui centinaia di "atleti della memoria", provenienti da tutto il mondo, si sfidano in dieci "discipline" di memorizzazione. Era membro del Mensa.
Morì all'età di 76 anni per attacco cardiaco.

## Opere
- Usiamo la testa (Use Your Head, 1974)
- con Barry Buzan, Mappe mentali. Come utilizzare il più potente strumento di accesso alle straordinarie capacità del cervello per pensare, creare, studiare, organizzare..., Roberti, 2008.
- Lettura veloce. Impara a leggere velocemente migliorando la comprensione del testo, Roberti, 2008
- Le mappe mentali e le relazioni personali, Frassinelli, 2008.
- L'intelligenza verbale. Testo inglese a fronte, Frassinelli, 2007.